# Earlville (Illinois)
Pour les articles homonymes, voir Earlville.
Earlville est une petite ville du comté de LaSalle, dans l'Illinois, aux États-Unis. Elle est incorporée le 19 mai 1902. Lors du recensement de 2010, la ville comptait une population de 1 701 habitants.

## Source de la traduction
- (en) Cet article est partiellement ou en totalité issu de l’article de Wikipédia en anglais intitulé « Earlville, Illinois » (voir la liste des auteurs).